# Сазерленд, Уильям, 5-й граф Сазерленд
Уильям Сазерленд (англ. William de Moravia, 5st Earl of Sutherland; умер в 1370 году) — шотландский пэр, 5-й граф Сазерленд и глава клана Сазерленд (1333—1370), шотландского клана Шотландского нагорья. Уильям, 5-й граф Сазерленд, был верным сторонником короля Шотландии Давида II Брюса в войнах против Англии.

## Ранняя жизнь
Он был старшим сыном Кеннета де Моравиа, 4-го графа Сазерленда, и Мэри (или Марджори) Мар. Он сменил своего отца в 1333 году.

## Граф Сазерленд

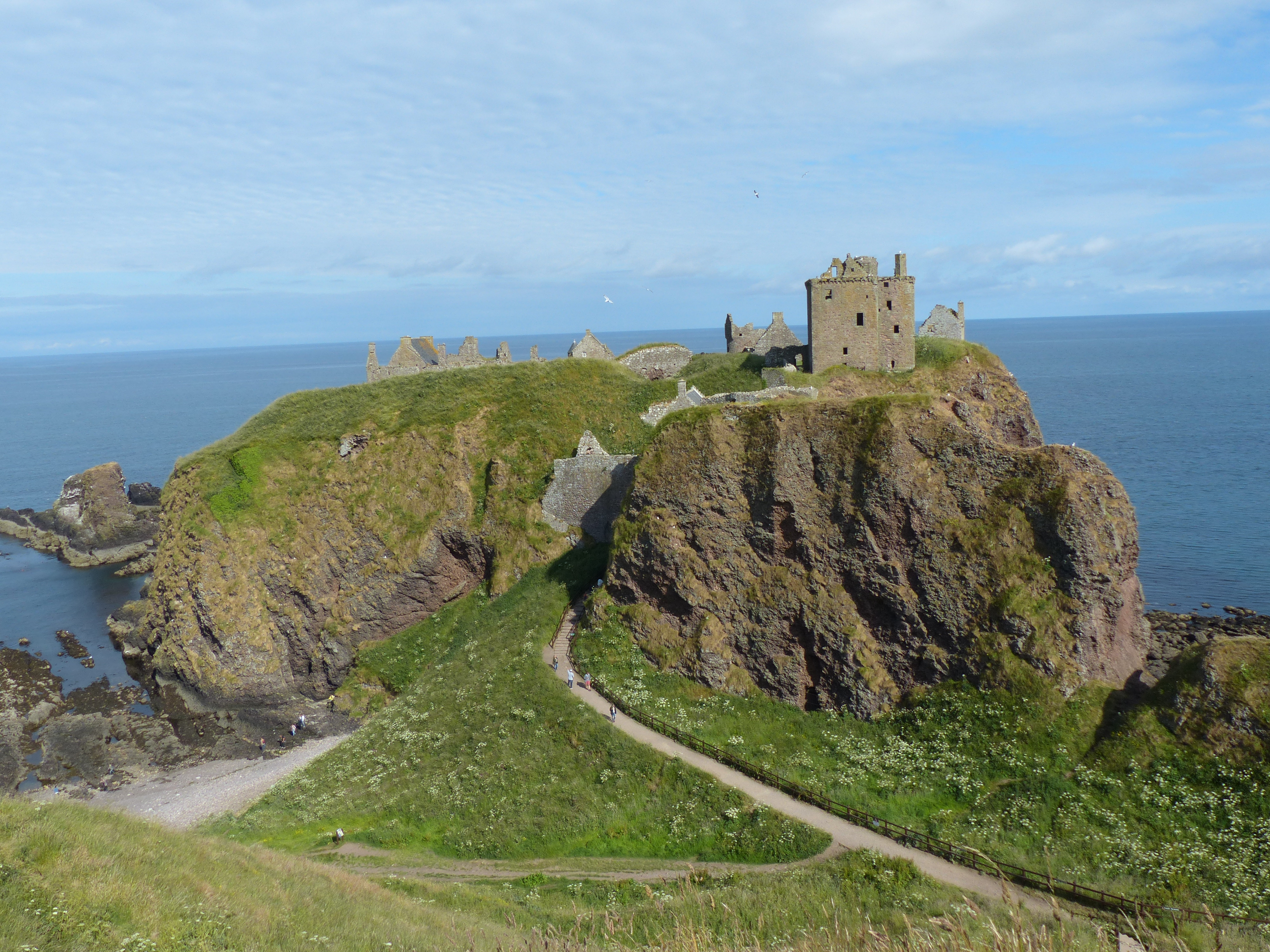
Замок Даннотар, пожалованный графу Сазерленду в 1346 году

По данным историка XVII века сэра Роберта Гордона, 1-го баронета, Уильям, 5-й граф Сазерленд, присоединился к Эндрю Морею и графу Патрику Данбарскому во время осады замка Килдрамми, а также приняли участие в битве Калблене 30 ноября 1335 года. Однако, по данным историка XIX века Уильяма Фрейзера это утверждение не имеет никаких доказательств, кроме английского хрониста, который записал, что граф Сазерленд вместе с графами Файф, Данбар и Марч уже осадили замок Купара в Файфе, который тогда был принадлежащий Уильяму Баллоку в интересах Англии. Однако эта осада провалилась, потому что сэр Джон Стирлинг, английский констебль Эдинбургского замка, взял 120 человек, которые атаковали осаждающих. Этот отчет подтверждается отчетом сэра Джона Стирлинга в английском казначействе. В 1340 году граф Сазерленд присоединился к графу Марчу в набеге на Англию, но они были отброшены сэром Томасом Греем, который сам записал этот инцидент в своей «Скалакронике». Эта осада, однако, не удалась, потому что сэр Джон Стирлинг, шотландский, но проанглийский констебль Эдинбургского замка, взял 120 человек, заставил шотландцев отступить. Этот отчет подтверждается отчетом сэра Джона в английском казначействе. В 1340 году граф Сазерленд присоединился к графу Марчу в набеге на Англию, но они были отбиты сэром Томасом Греем.
Король Шотландии Давид II, проведший девять лет во Франции, вернулся в свое королевство в 1341 году и, по-видимому, очень благоволил графу Сазерленду . По словам сэра Роберта Гордона, Уильяму, графу Сазерленду удалось отвоевать замок Роксбург у англичан. Однако, по словам сэра Уильяма Фрейзера, Роберт Гордон относит это к 1340 году сразу после набега в Англию, когда замок Роксбург был фактически захвачен два года спустя в 1342 году .
Уильям, граф Сазерленд, женился на Маргарет Брюс, дочери короля Роберта Брюса (Роберта I Шотландского) и его второй жены Элизабет де Бург. В конце 1342 года было выдано папское разрешение на этот брак . Впоследствии король Давид II Шотландский пожаловал своему шурин графу Сазерленду различные земельные хартии в быстрой последовательности. К ним относились поместья Дауни в Форфаршире в сентябре 1345 года, усадьбы Кинкардин, Феттеркэрн и Аберлатнот и часть поместий Формартин и Кинтор в Абердиншире. Последняя хартия включала, что после смерти получателей грантов все земли должны были вернуться к короне, но сохранив право на Матильду Брюс, старшую сестру короля, вторую половину поместий Формартин и Кинтор, если она переживет свою сестру Маргарет.
В 1346 году граф Сазерленд и его графиня получили грант на строительство важной крепости замка Даннотар в Мернсе. Хартия включала в себя разрешение графу построить на ней крепость. Однако, по словам Уильяма Фрейзера, неизвестно, построил ли граф Сазерленд форт на этом месте и что здание, которое там находится, обычно приписывается сэру Уильяму Киту, маршалу Шотландии, и что граф Сазерленд, вероятно, потерял замок Даннотар в 1358 году. Также в 1346 году граф Сазерленд присоединился к шотландской армии, которая собралась в Перте и вторглась в Англию, впоследствии потерпев поражение в битве при Невиллс-Кроссе. Английский историк относит его к числу убитых, но Уильям Фрейзер утверждает, что это ошибочно и что на самом деле он был в числе взятых в плен. В июне 1351 года граф Сазерленд участвовал в переговорах в Ньюкасл-апон-Тайне о выкупе из английского плена короля Давида II Шотландского. В сентябре того же года он был одним из тех, кто сопровождал короля Давида обратно в Шотландию, в то время как его сын, Джон Сазерлендский, племянник короля, был использован в качестве заложника в Англии для возвращения короля Давида в Англию. В 1354 году Джон Сазерлендский снова появляется в качестве заложника короля Давида. В 1356 году договор между Англией и Шотландией был нарушен, но возобновлен в 1357 году, и граф Сазерленд был назначен шотландским парламентом для завершения переговоров. В октябре 1357 года граф Сазерленд и его сын Джон Сазерленд были обменены на короля Давида, чтобы вернуться в Шотландию, пока они путешествовали в Лондон и оставались на попечении канцлера Англии. Граф оставался в Англии в течение десяти лет, и время от времени он записывается в охранные грамоты, чтобы он сам или его слуги могли переезжать из Англии в Шотландию и обратно.

## Земли и грамоты

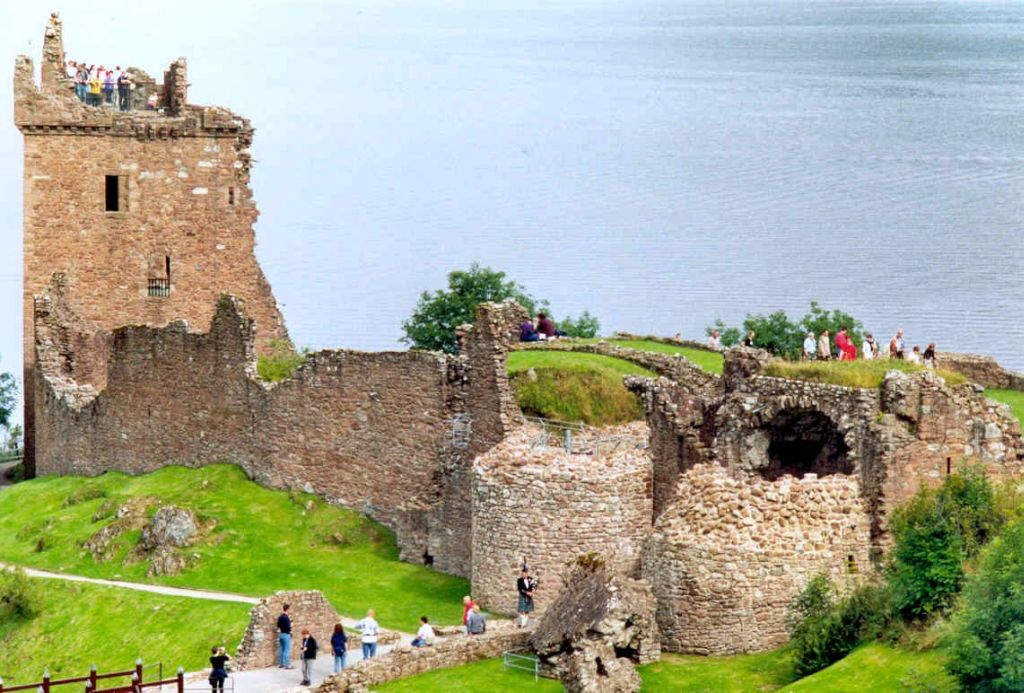
Замок Аркарт был пожалован графу Сазерленду в 1358 году

В 1358 году граф Сазерленд передал все свои земли в Кинкардине в руки короля, который, в свою очередь, даровал графу и его сыну Джону баронство Аркарт и замок Аркарт в Инвернесс-шире. Однако позже король вновь пожаловал графу баронства Дауни, Кинкардайн и Аберлатнот.
В сентябре 1360 года граф Сазерленд предоставил хартию своему брату Николасу Сазерленду, 1-му из Даффуса, от которого произошли сазерлендские лорды Даффусы. В 1362 году граф предоставил часовню Святого Иоанна Крестителя в Хелмсдейле монахам аббатства Кинлосс. В 1362 году граф вместе со своей второй графиней, Джоанной, дочерью сэра Джона Ментейта, получили специальное разрешение посетить храм Святого Фомы в Кентерберийском соборе. В декабре 1364 года у графа была безопасная поездка в Шотландию, которая продлилась до сентября 1367 года, когда он и его графиня вернулись в Англию в марте 1367 года. Вскоре после этого граф Сазерленд был освобожден из английского плена. Во время одного из своих визитов в Шотландию граф предоставил Джону Таральскому или Терреллу хартию на шесть давохов земли в Стратфлите, что было подтверждено королем Шотландии Давидом в 1363 году. В 1365 году король даровал графу Сазерленду и его наследникам мужского пола половину поместья Формартин в Абердиншире, которое уже было даровано ему пожизненно. Между 1360 и 1365 годами граф Сазерленд получил различные суммы денег из казначейства Шотландии в дополнение к 80 фунтам стерлингов от короля Давида на свои расходы в Англии.

## Вражда с Маккеями из Стратнавера

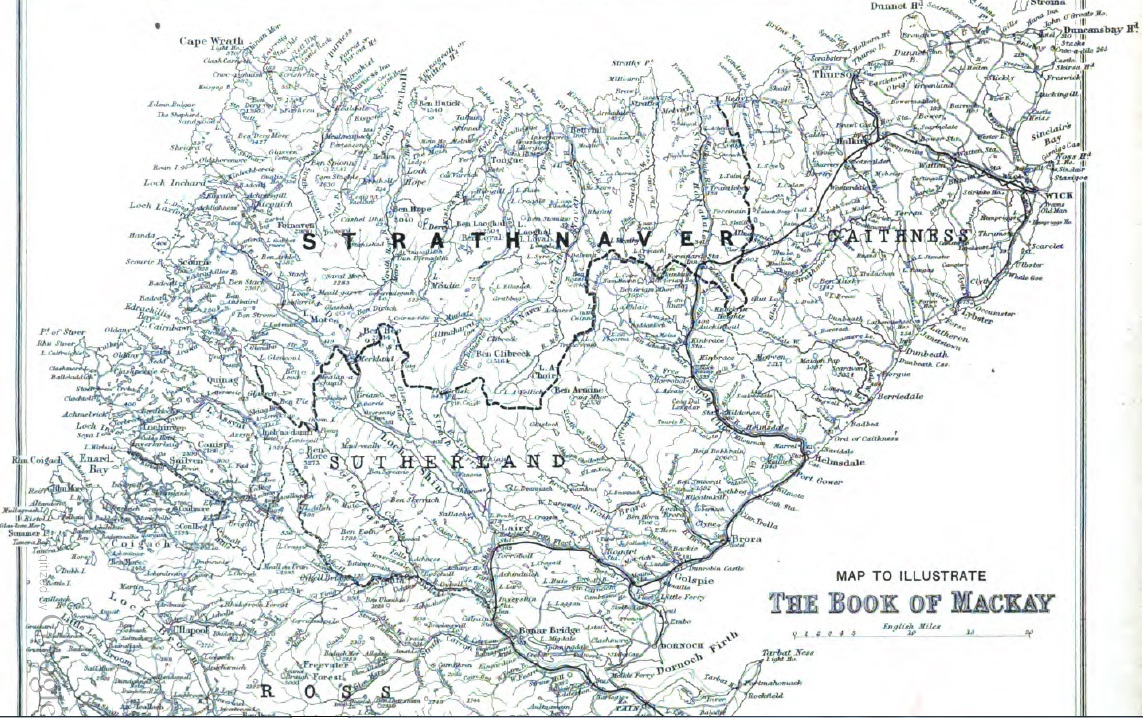
Карта, показывающая территорию Стратнавера вождя Маккея по отношению к землям Сазерленда, принадлежащим графу Сазерленду, и землям Росса на юге

Между Ай Маккеем, 4-м лидером клана Стратнавера, и семьей Сазерлендов произошла вражда, которая привела к кровопролитию с обеих сторон. По словам сэра Роберта Гордона, 1-го баронета, который был младшим сыном Александра Гордона, 12-го графа Сазерленда, «у графа Сазерленда были большие разногласия с домом и семьей Маккея, главы клана Вик-Морган из Статнавера, который действительно продолжалось долгое время между жителями Сазерленда и Стратнавера, хотя и с некоторым перерывом» . Согласно историку Ангусу Маккею, этот рассказ подтверждается жалобой, поданной Уильямом, 5-м графом Сазерлендом в 1342 году, когда он обратился к папе с просьбой разрешить брак с Маргарет Брюс (дочерью Роберта I из Шотландии) против «древнего врага», который стал причиной «войн, споров и многих преступлений в этих краях». По словам историка Уильяма Фрейзера, если, как утверждалось, Маккеи являются потомками Малкольма Макхета, 1-го графа Росса, тогда имело бы смысл называть их древним врагом Сазерлендов, поскольку Макхеты создавали проблемы шотландским королям и их ставленникам на севере, графам Сазерленда.
Согласно рукописи Blackcastle (написанному Александром Маккеем из Блэккасла, у которого был доступ к семейным уставам и документам вождя Маккея), в 1370 году в Дингуолле была организована встреча между графом Сазерлендом и Маккеем для урегулирования спора . На встрече присутствовал граф Сазерленд вместе со своим братом Николасом Сазерлендом, первым из Даффуса, и Ай Маккей вместе со своим сыном Дональдом. Маккей почти преуспел в своем заявлении, и Сазерленды так разозлились, что Николас Сазерленд поднялся ночью и убил и Ай Маккея и его сына Дональда. Версия событий сэра Роберта Гордона согласуется с этой версией, но он добавляет, что встреча на самом деле имела место в замке Дингуолл. Роберт Гордон также добавляет, что одним из арбитров был лорд Островов . Историк Ангус Маккей заключает, что граф Росс также был бы одним из арбитров в этом споре, рассматриваемом в его собственном замке, и что вполне вероятно, что граф Бьюкен, который был юстициарием севера, также присутствовал.
Ангус Маккей дает некоторую справочную информацию о том, что могло вызвать вражду между Макей и Сазерлендами: в 1345 году король Давид II Брюс предоставил хартию графу Сазерленду и его жене Маргарет Брюс, которая дала Сазерленду почти королевские полномочия в графстве Сазерленд. У графа был только один сын от Маргарет Брюс, Джон Сазерленд, который должен был стать преемником бездетного короля Шотландии Давида II. Однако Джон Сазерленд умер от чумы в Лондоне, а Давиду Брюсу на королевском престоле наследовал его племянник Роберт II Стюарт. Примерно в это же время личным врачом короля был Фаркуар Маккей, сын Ая Маккея, 4-го лидера клана из Стратнавера, члена семьи, который был «древним врагом» Сазерлендов. Фаркуар Маккей также получил хартию от графа Бьюкена, ограниченную королем землями Мелнесс в округе Дернесс. Хотя королевская власть графа Сазерленда не включала Стратнавер, Ай Маккей из Стратнавера также владел землями в Сазерленде, недалеко от границ Россшира, и, нарушая требования властей Сазерленда над ним, пытался передать дело на рассмотрение в арбитраж при благоприятных обстоятельствах. Таким образом, как раз когда спор между Сазерлендами и Маккеями мог решиться в пользу последних, Ай Маккей и его старший сын были убиты Николасом Сазерлендом глубокой ночью в замке Дингуолл в 1370 году.

## Смерть
По словам сэра Роберта Гордона, Уильям, граф Сазерленд умер в 1370 году, и сэр Уильям Фрейзер говорит, что это, по-видимому, подтверждается тем фактом, что в 1371 году принадлежавший ему замок Урхарт находился тогда в руках короны. Тем не менее, Фрейзер также утверждает, что доказательства не являются окончательными и что он, возможно, прожил дольше, даже несмотря на то, что он не фигурирует в записях после 27 февраля 1369—1370 годов. Высказывались предположения, что граф Сазерленд был убит в 1370 году в отместку за убийство вождей клана Маккей его братом в том же году. Подтверждено, что Уильям, граф Сазерленд, был определённо мертв до 1389 года, когда его сын, Роберт, граф Сазерленд, стал его преемником.

## Семья
5-й граф Сазерленд женился первым браком на Маргарет Брюс в 1345 году, дочери короля Роберта Брюса (Роберт I Шотландский) и его второй жены Элизабет де Бург. В конце 1342 года было выдано папское разрешение на этот брак. У Маргарет Брюс, Уильяма, графа Сазерленда был только один сын:
- Джон Сазерлендский (1344—1361), который должен был унаследовать шотландский престол по королевскому происхождению через свою мать Маргарет Брюс, но умер от чумы в Лондоне, и поэтому Роберт II Стюарт, племянник Давида II Брюса, стал следующим королем Шотландии[9].

Уильям, граф Сазерленд, женился на своей второй жене, Джоанне, дочери сэра Джона Ментейта в 1346 году. У них были следующие дети:
- Роберт Сазерленд, 6-й граф Сазерленд (? — 1444). Фамилия Сазерленд в настоящее время полностью используется графами[11].
- Кеннет Сазерленд, 1-й лэрд семьи Сазерленд из Форса.
- Джон Бег Сазерленд.